# امگا ماهی
امگا ماهی یک ستاره است که در صورت فلکی ماهی قرار دارد.